# Porto Alegre do Piauí
Porto Alegre do Piauí este un oraș în Piauí (PI), Brazilia.